# Tuffi ai Giochi della XXXII Olimpiade - Trampolino 3 metri sincro maschile
La gara dei tuffi dal trampolino 3 metri sincro maschile dei Giochi della XXXII Olimpiade di Tokyo è stata disputata il 28 luglio 2021 presso il Tokyo Aquatics Centre. Vi hanno partecipato otto coppie di atleti provenienti da altrettante nazioni. La gara si è svolta in un unico turno di finale in cui ogni coppia ha eseguito una serie di sei tuffi.
La competizione è stata vinta dalla coppia cinese Wang Zongyuan e Xie Siyi, mentre l'argento e il bronzo sono andati rispettivamente agli statunitensi Andrew Capobianco e Michael Hixon e ai tedeschi Patrick Hausding e Lars Rüdiger.

## Risultati
| Pos.    | Atleti                            | Nazione       | T1    | T2    | T3    | T4    | T5    | T6    | Totale |
| ------- | --------------------------------- | ------------- | ----- | ----- | ----- | ----- | ----- | ----- | ------ |
| Oro     | Wang Zongyuan Xie Siyi            | Cina          | 55,80 | 57,60 | 86,70 | 90,78 | 77,76 | 99,18 | 467,82 |
| Argento | Andrew Capobianco Michael Hixon   | Stati Uniti   | 49,20 | 49,80 | 83,64 | 86,10 | 86,70 | 88,92 | 444,36 |
| Bronzo  | Patrick Hausding Lars Rüdiger     | Germania      | 50,40 | 51,60 | 75,48 | 70,35 | 71,40 | 85,50 | 404,73 |
| 4       | Yahel Castillo Juan Manuel Celaya | Messico       | 48,60 | 49,80 | 78,54 | 79,56 | 77,52 | 66,12 | 400,14 |
| 5       | Shō Sakai Ken Terauchi            | Giappone      | 51,60 | 51,60 | 74,70 | 69,30 | 71,40 | 75,33 | 393,93 |
| 6       | Lorenzo Marsaglia Giovanni Tocci  | Italia        | 49,20 | 49,20 | 73,47 | 80,58 | 67,26 | 68,34 | 388.05 |
| 7       | Jack Laugher Daniel Goodfellow    | Gran Bretagna | 47,40 | 51,00 | 63,24 | 67,20 | 62,70 | 91,26 | 382,80 |
| 8       | Evgenij Kuznecov Nikita Šlejcher  | ROC           | 51,00 | 51,60 | 74,46 | 82,62 | 71,40 | 0,00  | 331,08 |